# Agpalilik

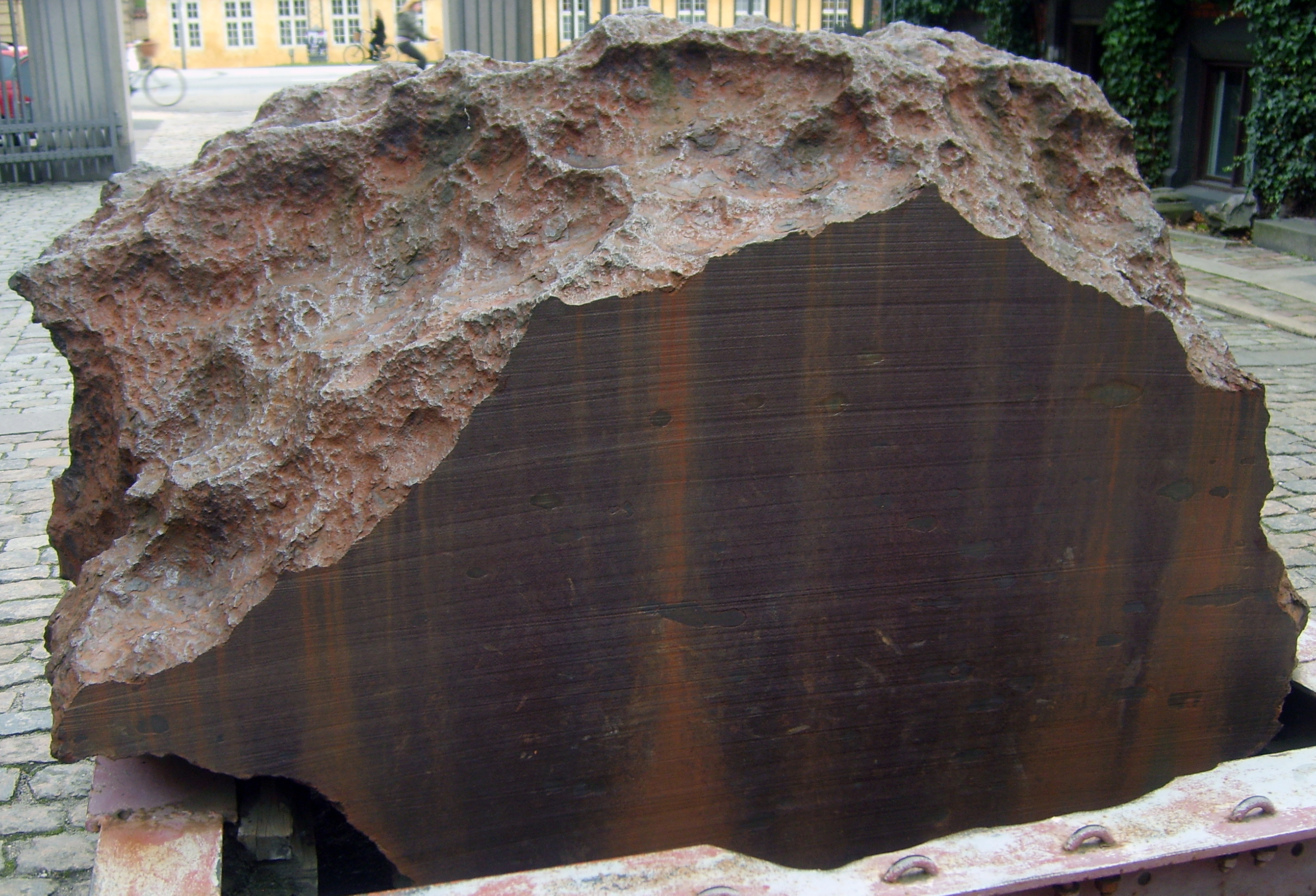
Agpalilik på gården till Geologisk Museum, Köpenhamn.

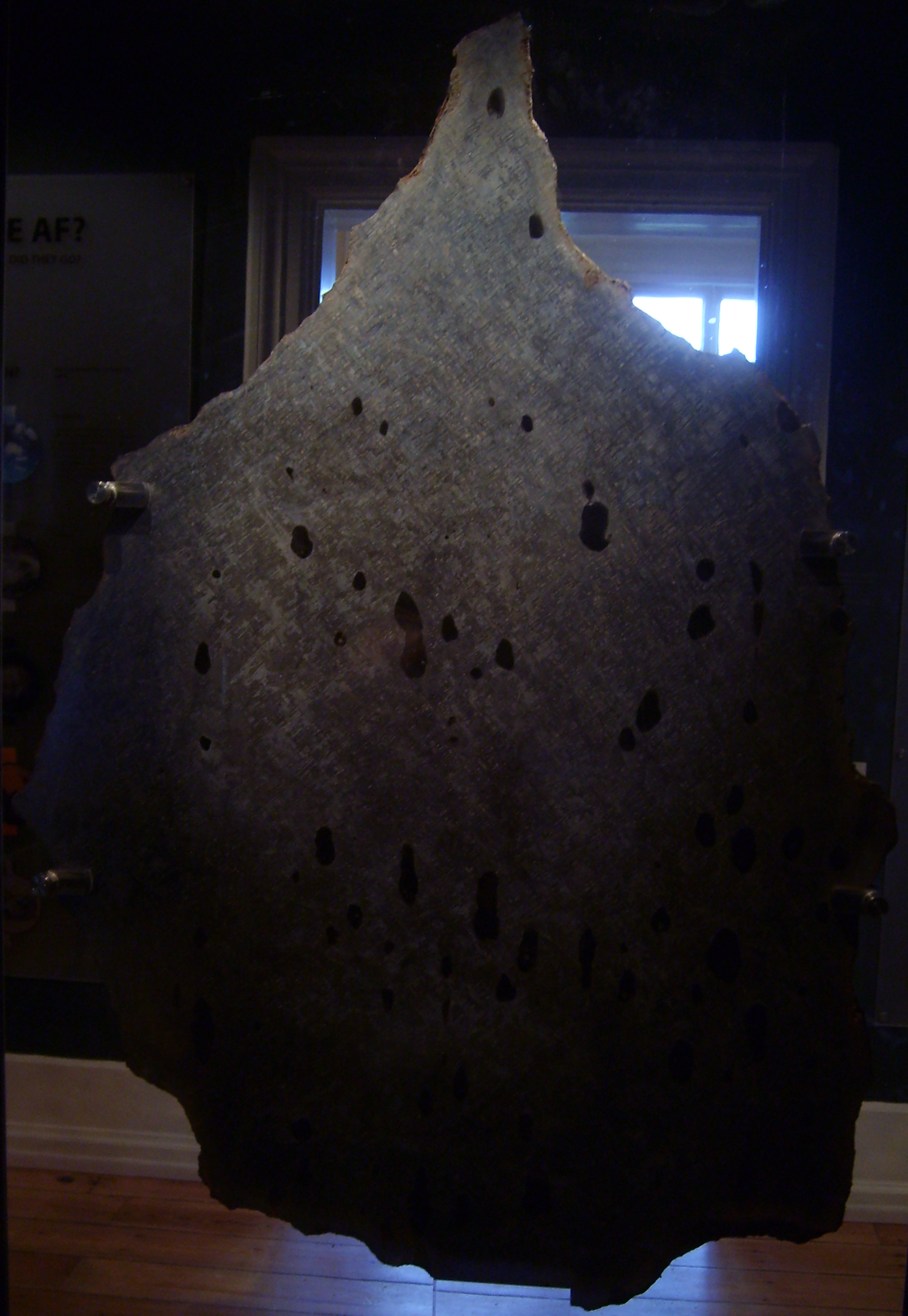
Den 550 kg tunga skivan inne på Geologisk Museum. Notera den streckformiga widmanstättenstrukturen och de svarta troilitnodulerna.

Agpalilik (grönländska: klippan där havskungarna bor) eller Mannen är en järnmeteorit på 20,1 ton som hittades av grönlandsforskaren Vagn Fabritius Buchwald 1963. Agpalilik är den näst största av Kap York-meteoriterna på sammanlagt 58 ton. Nedslaget skedde på Agpalilikhalvön 125 km sydost om Thule på nordvästra Grönland för ungefär 10 000 år sedan. Agpalilik finns idag utställd på gården till Geologisk Museum i Köpenhamn, liksom den tredje största av Kap York-meteoriterna, Savik 1, på 3,4 ton.
Den största Kap York-meteoriten som hittats är Ahnighito eller Tältet på c:a 31 ton, som finns på American Museum of Natural History i New York.
En 550 kg tung skiva av Agpalilik har sågats ut och polerats på båda sidor. Den ena sidan har etsats så att widmanstättenstrukturen (lameller av kamacit och taenit) kan ses. På båda sidor finns noduler av troilit (FeS).